# Kleinkastell Ksar Tabria

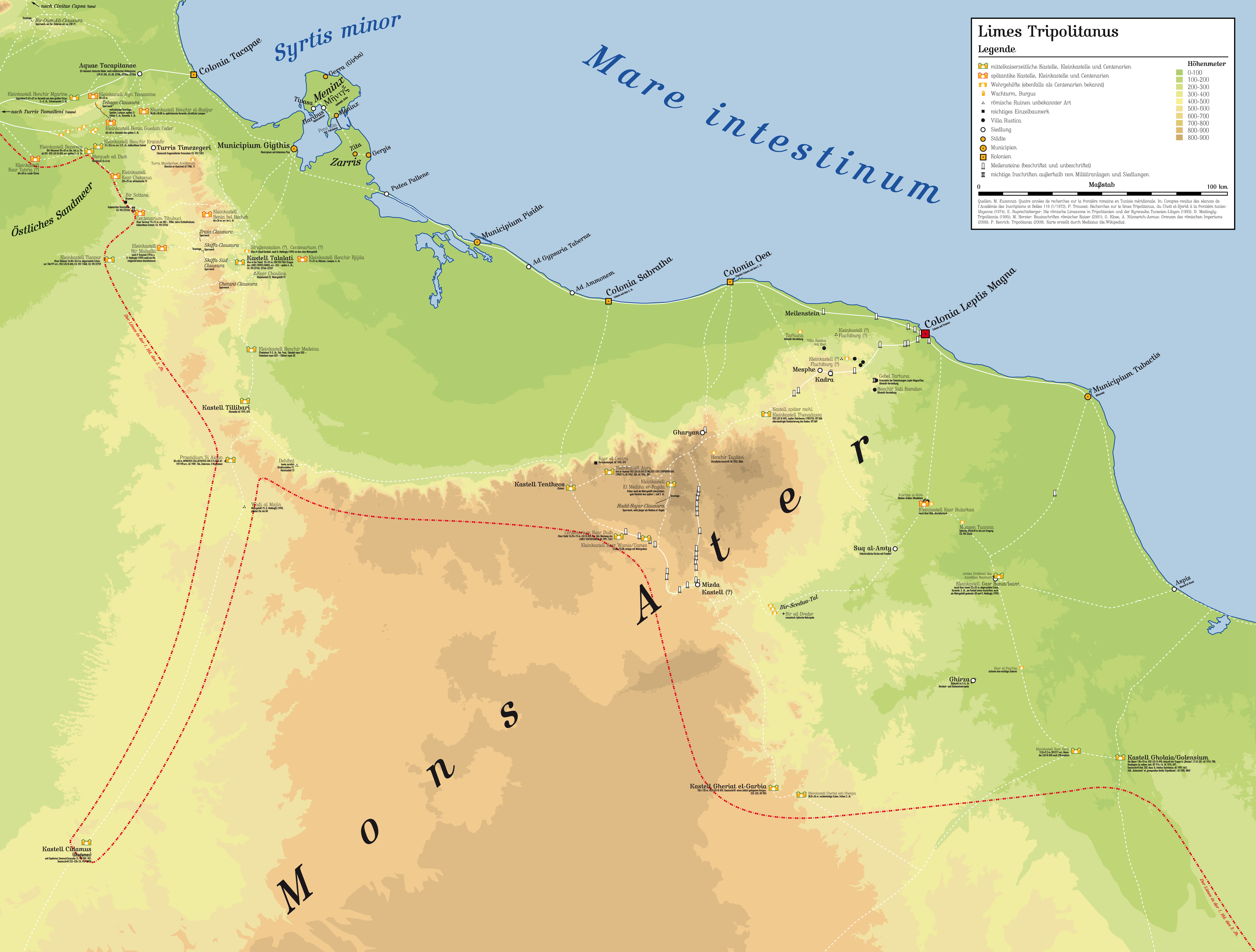
Das Kleinkastell (links) im Verbund des Limes Tripolitanus

Als Kleinkastell Ksar Tabria wird ein Fundplatz am nördlichen Rand der Östlichen Großen Erg in Südtunesien, Gouvernement Kebili, bezeichnet. Möglicherweise war die Anlage ein kleines spätrömisches Militärlager, dessen Besatzung für Sicherungs- und Überwachungsaufgaben am Limes Bizerentanus, einem Teilabschnitt des Limes Tripolitanus in der Provinz Africa proconsularis, später Tripolitania, zuständig war. Die Grenzanlagen bildeten hier ein tiefgestaffeltes System von Kastellen und Militärposten. Bereits in der Antike lief an dem Ksar möglicherweise eine die römische Grenze markierende Limesbegleitstraße vorbei, die das Kastell Bezereos bei Sidi Mohammed ben Aissa mit der einst als Oase entstandenen Stadt Kébili, dem antiken Ad Templum, verband. Ksar Tabria, dessen antiker Name unbekannt ist, könnte somit eine Station an einer antiken Straße gewesen sein, die durch das Itinerarium Antonini – ein  Verzeichnis der wichtigsten römischen Reichsstraßen aus dem 3. Jahrhundert – belegt ist.

## Lage und Forschungsgeschichte
Die kleine Anlage wäre als Grenzkastell unmittelbar am Rand des Östlichen Großen Erg zur Wüste Sahara gelegen. An dieser Stelle hätte Ksar Tabria unter anderem die Sicherung der rückwärtigen, mit Hilfe von Wehrgehöften urbar gemachten Halbwüste zwischen dem Erg und dem nördlich von Westen nach Osten verlaufenden, sichelförmigen Höhenzug des Djebel Tebaga übernehmen können. Durch ein organisiertes Bewässerungssystem wurden dort Grundnahrungsmittel produziert, die den Truppen und der Zivilbevölkerung am Limes zugutekamen. Durch die Lage im offenen Gelände war vom Ksar Tabria aus ein weiter Rundumblick möglich.
Der französische Offizier Raymond Donau, der die Überreste kurz nach der Wende zum 20. Jahrhundert erstmals beschrieb, sah damals einen mit Ruinen bedeckten Hügel sowie einige Bodensenken. Die während der damaligen militärischen Landaufnahme ebenfalls vor Ort arbeitende topographische Brigade berichtete von einer karreeförmigen Konstruktion mit einer Seitenlänge von 20 Metern, die durch zwei lünettenartige Flankenmauern ergänzt wurde.
Der Bereich des Intervallums hinter der ehemaligen Umfassungsmauer wird bis heute als Windschutz von hier lagernden Nomaden genutzt.

## Baugeschichte

Grundriss-Skizze des Kleinkastells

Ksar Tabria wurde durch seinen in Nordafrika einzigartigen Grundriss bekannt. Es besitzt vorspringende runde Wehrtürme in den Ecken sowie zwei halbkreisförmige Türme, die, mittig in der Südwestmauer errichtet, möglicherweise die einzige Zufahrt flankierten. Der Radius des besser erhaltenen nordwestlichen Eckturms beträgt drei Meter. Runde Wehrtürme sind in der römischen Festungsbaukunst Westeuropas seit dem ausgehenden 3. Jahrhundert bekannt. Die aus anstehenden, porösen Tuffsteinblöcken erbaute Umfassungsmauer der quadratischen, 60 × 60 Meter (= 0,36 Hektar) großen Befestigung war lediglich 0,60 Meter stark – eine für ein römisches Kastell ungewöhnlich schwache Auslegung. Als Bindemittel hatten die Erbauer Kalkmörtel verwendet. Die Fundstelle wurde in der Vergangenheit noch nicht ergraben und könnte möglicherweise auch einer nachrömischen Epoche angehören. Luftaufnahmen machen den Grundplan deutlich. Im Zentrum einer Freifläche lag ein Kernbau. Die Fortifikation weist somit Ähnlichkeiten mit dem bekannteren Centenarium Tibubuci auf, doch ist der völlig zerstörte Mittelbau am Ksar Tabria möglicherweise von einer angrenzenden Kasernenbebauung umgeben, deren Rückseite eine Einheit mit der Umfassungsmauer bildete und die vielleicht nur im Torbereich aussetzt. Der Archäologe Pol Trousset gab an, dass das Trümmerfeld des Kernbaus rund 25 Meter im Durchmesser zählte. Weitere Spuren einer Innenbebauung waren an der Oberfläche nicht auszumachen. Aufgrund der baulichen Einzelheiten hielt es der Archäologe David Mattingly für möglich, dass die Anlage bereits im 3. Jahrhundert n. Chr. ihren Ursprung gehabt haben könnte und später umgebaut wurde. Als Truppe nimmt er eine Vexillation aus Bezereos an.
An die beiden Ecken der nordwestlichen Außenmauer stoßen zwei Mauerzüge – 100 und 120 Meter lang – die nördlich der Anlage in einem spitzen Winkel aufeinanderstoßen. Die östliche Mauer nimmt dabei in ihrem Verlauf genau die Längsausrichtung der südöstlichen Umfassungsmauer auf. Rund 50 Meter nordwestlich der Fortifikation befindet sich ein aufgelassener Brunnen. Des Weiteren lassen sich in einer Entfernung von rund 20 Metern im Südwesten und Westen undeutliche Spuren von Gebäuden erkennen. Als Lesefunde fand sich rund um den Ksar Tabria sehr zahlreich afrikanische Terra Sigillata.